# Уэст-Оксфордшир
Уэст-Оксфордшир (англ. West Oxfordshire) — неметрополитенский район (англ. non-metropolitan district) в графстве Оксфордшир (Англия). Административный центр — город Уитни.

## География
Район расположен в западной части графства Оксфордшир, граничит с графствами Глостершир и Уорикшир.

## История
Район был образован 1 апреля 1974 года в результате объединения боро Чиппинг-Нортон, городского района (англ. Urban district) Уитни и сельских районов (англ. Rural District) Чиппинг-Нортон и Уитни.

## Состав
В состав района входит 6 городов:
- Берфорд
- Вудсток
- Картертон
- Уитни
- Чарлбери
- Чиппинг-Нортон

и 75 общин (англ. civil parish).